# Liste des plus hauts gratte-ciel en Amérique du Sud
Cet article dresse une liste des plus hauts gratte-ciel sud-américains, avec la hauteur (en mètre), l'année de construction et le nombre d'étages.

## Méthodologie
La liste suivante est basée sur les critères suivants :
- Les structures considérés sont des gratte-ciel, c’est-à-dire des immeubles de grande hauteur dont la moitié de la hauteur au minimum est composée d'espaces utilisables. Les tours auto-portantes, mâts de radio-diffusion, piles de pont, ou cheminée d'usine ne sont pas pris en compte.
- La hauteur prise en compte est la hauteur structurelle de l'édifice, c’est-à-dire comprenant les flèches éventuelles. La hauteur du toit peut être moindre ; les antennes ne faisant pas partie du gratte-ciel à proprement parler ne sont pas incluses.
- À hauteur égale, les bâtiments sont classés de préférence par nombre d'étages décroissant, puis par année de construction décroissante, puis par ordre alphabétique.
- Géographiquement, ne sont pris en compte que les immeubles situés en Amérique du Sud.

## Liste des gratte-ciel d'Amérique du Sud construits
| Place | Nom                               | Ville              | Pays      | Année | Hauteur (m) | Étages |
| ----- | --------------------------------- | ------------------ | --------- | ----- | ----------- | ------ |
| 1     | Gran Torre Santiago               | Santiago           | Chili     | 2014  | 300         | 62     |
| 2     | Parque Central Torre Officinas II | Caracas            | Venezuela | 1983  | 225         | 56     |
| 3     | Parque Central Torre Officinas I  | Caracas            | Venezuela | 1979  | 225         | 56     |
| 4     | Tour Colpatria                    | Bogota             | Colombie  | 1979  | 196         | 50     |
| 5     | Titanium La Portada               | Santiago           | Chili     | 2010  | 195         | 55     |
| 6     | Centro de Comercio Internacional  | Bogota             | Colombie  | 1974  | 192         | 50     |
| 7     | Torre de Cali                     | Cali               | Colombie  | 1980  | 183         | 44     |
| 8     | Tour Mercantil                    | Caracas            | Venezuela | 1982  | 179         | 40     |
| 9     | Millennium Palace                 | Balneário Camboriú | Brésil    | 2014  | 177,3       | 46     |
| 10    | Tour Coltejer                     | Medellin           | Colombie  | 1972  | 175         | 37     |